# Aleksandra Skochilenko
Aleksandra Yúrievna Skochilenko (en ruso: Александра Юрьевна Скочиленко; Leningrado, Unión Soviética, 13 de septiembre de 1990), también conocida como Sasha Skochilenko, es una artista, música, prisionera política y poeta rusa, exeditora del periódico digital Bumaga (Papel).
Skochilenko fue detenida el 11 de abril de 2022 por distribuir folletos contra la guerra en un supermercado. Fue acusada según el artículo 207.3 parte 2 del Código Penal de la Federación Rusa por «difusión de información deliberadamente falsa sobre las fuerzas armadas de la Federación de Rusia». El delito conlleva una pena de hasta 10 años de prisión. En junio de 2022, Amnistía Internacional declaró a Skochilenko prisionera de conciencia, y la organización de derechos humanos Memorial la reconoció como presa política. Fue incluida en la lista 100 mujeres de la BBC en 2022.
El 16 de noviembre de 2023, el Tribunal del Distrito de Vasileóstrovski en San Petersburgo condenó a Skochilenko a 7 años de prisión en virtud de la ley rusa de «noticias falsas» por reemplazar las etiquetas de los precios de las tiendas de comestibles con mensajes en contra de la guerra que contenían información sobre muertes de civiles durante la invasión rusa de Ucrania.

## Biografía
Skochilenko nació en Leningrado, RSFS de Rusia, Unión Soviética (hoy San Petersburgo, Rusia). Es alumna de la Facultad Smolny de Artes y Ciencias Liberales de la Universidad Estatal de San Petersburgo. Es autora del Libro sobre la depresión (2014), que ayudó a desestigmatizar los problemas de salud mental en Rusia. Es abiertamente lesbiana y su pareja ha participado en la difusión del curso de su caso penal y de las condiciones de su detención. 

## Protesta contra la invasión rusa de Ucrania

### Multa
Skochilenko se unió a varias protestas contra la invasión rusa de Ucrania de 2022. En una manifestación celebrada el 3 de marzo de 2022 en el centro de San Petersburgo, fue arrestada y recluida durante la noche. Le impusieron una multa de 10.000 rublos.

### Arresto y detención
El 31 de marzo de 2022, Skochilenko fue arrestada por «sustituir las etiquetas de los precios por otras que contenían información sobre el uso de las fuerzas armadas rusas» en un supermercado de Perekrióstok. Los mensajes que se le atribuían incluían información sobre el ataque aéreo al teatro de Mariúpol el 16 de marzo como «El ejército ruso bombardeó una Escuela de arte en Mariúpol donde unas 400 personas se refugiaban del bombardeo». Skochilenko fue encarcelada durante ocho semanas en espera de juicio, acusada de estar motivado por el «odio político hacia Rusia».
Según las leyes rusas sobre noticias falsas, se enfrentaba a una pena de hasta 10 años de prisión si era declarada culpable. En una carta desde la cárcel en abril de 2022, Skochilenko escribía: «Resulta que represento todo con lo que el gobierno de Putin está en contra: creatividad, pacifismo, LGBT, ilustración, feminismo, humanismo y amor por todo lo brillante, lo ambiguo y lo inusual.»
El 30 de mayo, el Tribunal de Distrito de San Petersburgo extendió su detención preventiva hasta julio en una audiencia a puerta cerrada. A principios de junio, fue trasladada temporalmente a un hospital psiquiátrico, donde el personal se negó a tratarla por el dolor abdominal que sentía y se negó a compartir información sobre su condición con su abogado y su pareja. El 30 de junio, el Centro para la Lucha contra el Extremismo del Ministerio del Interior de Rusia emitió un informe alegando que Skochilenko era miembro del Octavo Grupo de Iniciativa, al que consideraba un «grupo feminista de protesta radical». Skochilenko negó tener conocimiento del grupo. Usando este argumento, el tribunal extendió su prisión preventiva hasta septiembre.

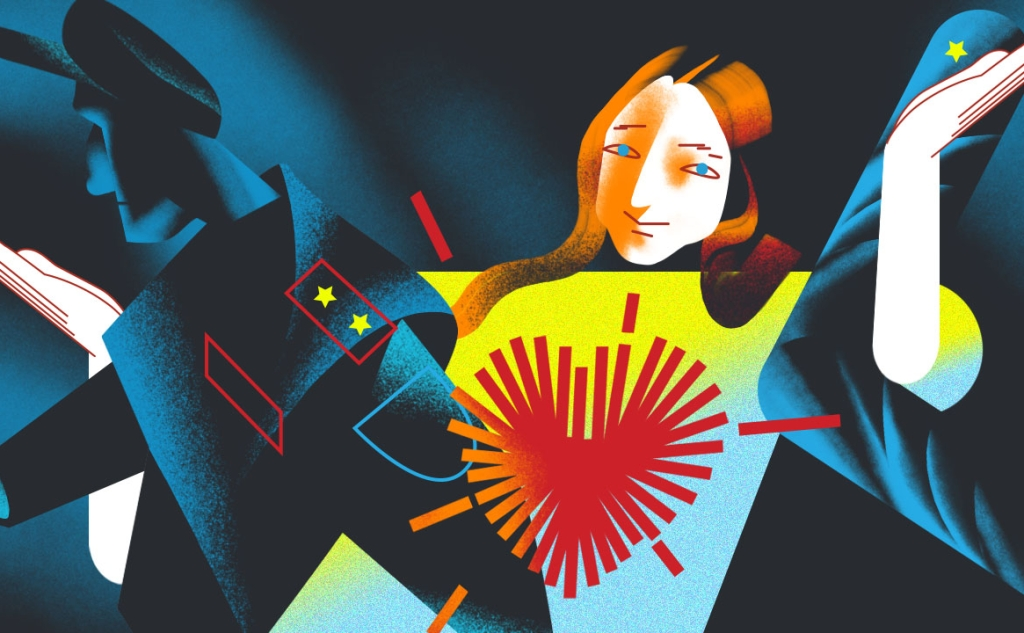
Una ilustración que muestra a Aleksandra Skochilenko siendo arrastrada por la policía.

Varios grupos de defensa de los derechos humanos expresaron su preocupación por las condiciones de su detención, ya que sufre un defecto cardíaco congénito, trastorno de estrés postraumático y enfermedad celíaca, la última de las cuales requiere una dieta sin gluten a la que no se le ha permitido acceder sistemáticamente y que le ha causado una importante pérdida de peso y problemas de salud durante su detención. Además, a su pareja se le ha negado el permiso para visitarla durante su detención. En una entrevista de julio con Radio Free Europe/Radio Liberty, Skochilenko expresó que estaba siendo víctima de posibles malos tratos, afirmando que ella y los otros prisioneros en su celda habían sido obligados a limpiar completamente la celda tres veces al día a mano, y el televisor de la celda se había configurado para emitir únicamente películas de guerra y noticias  sobre la invasión.
En junio de 2022, la asociación Memorial designó a Skochilenko como presa política, mientras que Amnistía Internacional la declaró presa de conciencia.
A pesar de los numerosos argumentos sobre el crítico estado de su salud presentados por la defensa de Skochilenko en la audiencia anterior, el 7 de julio de 2023, el juez ordenó que permaneciera en prisión preventiva hasta el 10 de octubre de 2023.

### Veredicto
El 16 de noviembre de 2023, fue condenada en un tribunal de San Petersburgo a siete años de prisión por reemplazar las etiquetas de los precios de los supermercados con lemas contra la guerra en 2022. En su declaración final ante el tribunal, antes de que se anunciara el veredicto, dijo al juez que presidía: «Su Señoría, tiene usted una oportunidad única de dar ejemplo a la sociedad con su veredicto... puede mostrar cómo resolver un conflicto con la ayuda de las palabras y de la compasión».

### Reconocimiento
Del 31 de marzo al 29 de abril de 2023, The Koppel Project en Londres acogió una exposición titulada "SKOCHILENKO: EL PRECIO DE LA LIBERTAD". Comisariado por la Sociedad Democrática Rusa, este evento mostró sus obras, conocidas por sus piezas conmovedoras y estimulantes que profundizan en temas de libertad, expresión y activismo político.

### Liberación
La madre de Skochilenko, Nadezhda Skochilenko, temía que las autoridades presentaran cargos adicionales en contra de su hija después que algunos prisioneros políticos fueran trasladados a nuevos lugares. Ella recibió la notificación de su liberación con un día de antelación.El 1 de agosto de 2024, Skochilenko fue puesta en libertad como resultado del intercambio de prisioneros rusos y estadounidenses.La pareja de Skochilenko, Sonya Subbótina, confirmó que ella estaba planeando viajar de Ankara a Colonia junto con la mayoría de los demás disidentes liberados. El 3 de agosto, la pareja se reencontró en Colonia.